# Tadeusz Maliszewski
Tadeusz Maliszewski (ur. 2 października 1923 w Bydgoszczy, zm. 22 sierpnia 1991) – polski siatkarz, mistrz i reprezentant Polski, zawodnik klubów wrocławskich.
Po II wojnie światowej zamieszkał z rodzicami w Jeleniej Górze i występował w tamtejszej drużynie Elektryka. W 1947 został zawodnikiem AZS Wrocław. W barwach AZS sięgnął po mistrzostwo Polski w 1948 i 1950 oraz wicemistrzostwo w 1949. Następnie został grającym trenerem Gwardii Wrocław, z którą zdobył wicemistrzostwo Polski w 1952 i brązowy medal mistrzostw Polski w 1953. Już wyłącznie w roli trenera sięgnął po dwa kolejne tytuły wicemistrza Polski (1954, 1955) i brązowy medal mistrzostw Polski w 1956. Był także trenerem żeńskiej drużyny Gwardii Wrocław.
W latach 1949–1951 wystąpił 22 razy w reprezentacji Polski. Debiutował 28 czerwca 1949 w towarzyskim meczu z Rumunią. Wystąpił m.in. w I mistrzostwach świata w 1949 (5 m.) oraz akademickich mistrzostwach świata w 1951. Na tej ostatniej imprezie wystąpił ostatni raz w biało-czerwonych barwach - 15 sierpnia 1949 z Rumunią.
W 1963 ukończył studia ekonomiczne i pracował we wrocławskim Poltegorze. W 1970 doznał udaru mózgu, który uniemożliwił mu pracę zawodową.
Jego bratem był reprezentacyjny siatkarz Witold Maliszewski.